# 樂成里
東信里，是臺灣臺中市東區所轄的一里。

## 地理
位於東區中央，西北為十甲里，北與旱溪里接壤，東邊為東信里，西是泉源里，南則為東門里。

## 設施

### 學校
- 成功國小
- 育英國中